# Microinjerto capilar
El microinjerto capilar o también llamado microtrasplante folicular, consiste en trasplantar el cabello, de las zonas en donde el cabello se mantiene siempre, como en la nuca o a ambos lados de la cabeza, zonas en las cuales la genética no actúa, a zonas con escasez o falta de pelo afectadas por la alopecia.
Consiste en una microcirugía efectuada por un especialista, en la cual se toman folículos de pelo mediante una mínima incisión realizando pequeñas secciones en el cuero cabelludo las cuales se dividen en unidades foliculares de 1 a 3 cabellos, constituidas por papila dérmica, folículo, glándula y grasa subcutánea, para después insertarlos con pinzas de microcirugía en la zona de tratamiento, que ha sido previamente anestesiada, la distribución de las unidades foliculares seguirán los patrones estéticos adecuados para una futura evolución del nuevo cabello, esto se consigue insertando una primera fila con injertos de 1 o 2 cabellos y poco a poco se van añadiendo injertos más densos tanto en las zonas alopécicas como en las zonas más cercanas, para así proporcionar un resultado natural y recuperar el pelo perdido.

## Técnicas de microinjertos capilares
- Técnica Fuss o Microinjerto capilar clásico: Técnica en la cual se extrae una tira de piel y cabello de la que se obtienen posteriormente las unidades foliculares (una unidad folicular puede tener hasta 4 cabellos) que son seleccionadas una a una bajo microscopio para luego reimplantarlas en zonas desprovistas de pelo.

- Técnica Fue:[1] Esta técnica consiste en la extracción de las unidades foliculares, directamente y una a una, de la zona donante del paciente (normalmente, la zona posterior de la cabeza o nuca).

- Técnica Fue Robótico: El mayor reto que implica la extracción FUE hoy (cansancio del ojo y mano del cirujano) se mitiga con la adopción de una nueva tecnología basada en la robótica que automatiza y realiza un proceso de extracción más preciso, controlado, reproducible, eficiente y seguro conocido como sistema ARTAS.

- Técnica de la tira: Consiste en extraer una tira de piel desde la parte occipital del cuero cabelludo para insertar sus unidades foliculares en la zona a repoblar.

## Ventajas del procedimiento del microinjerto capilar
- El paciente es el propio donante.
- No existe posibilidad de rechazo del cabello implantado.
- No es necesaria hospitalización por tratarse de cirugía menor y utilizar anestesia local.
- El pelo implantado es para toda la vida.
- Única técnica científicamente comprobada.

## Postoperatorio
El cuerpo reconoce el microinjerto como propio al realizarse con su mismo cabello por lo que no surgen problemas de rechazo.
Las cicatrices son imperceptibles, las incisiones necesarias para colocar un microinjerto son mínimas, se forma una minúscula costra parecida a las producidas en un afeitado, enseguida el cuerpo reconoce el injerto como suyo propio produciendo la circulación vascular para alimentar al injerto ayudando a que este sobreviva.
Los primeros días se debe utilizar un champú antiséptico, y evitar hacer ejercicio físico, tomar el sol o el uso de saunas, pasada una semana después de la intervención se retiran los puntos de la zona donante.

## Resultado
Al trasplantar la unidad folicular este cabello se mantendrá fuerte y sano tal y como estaba en la zona de origen, este cabello esta genéticamente programado para no caer, al cabo de un tiempo proporcionará una nueva cabellera permanente.
Después de un periodo de adaptación de entre tres y cinco meses los folículos comenzarán su crecimiento, pueden crecer hasta un centímetro por mes, los resultados estéticos se pueden ver a partir de los doce meses cuando los cabellos injertados han adquirido mayor consistencia y grosor.
Una vez injertado, el pelo no se caerá. Ha sido extraído de la zona donante (normalmente, la zona posterior de la cabeza o nuca) y, por sus características, es un pelo que no está preparado genéticamente para caerse. Seguirá creciendo y actuando como si estuviera todavía en la nuca. Además, al tratarse de un injerto del pelo del propio paciente, no hay posibilidad de rechazo, lo que garantiza el éxito del tratamiento. 

## A quién está dirigido
- Varones o mujeres con alopecia androgenética.
- Mujeres u hombres que quieren reforzar o cambiar la primera línea de cabello.
- En algunos casos de alopecia cicatricial.
- Pacientes con alopecia tras una intervención quirúrgica, por ejemplo, luego de procedimientos de lifting.
- Personas que se quieren restaurar o engrosar las cejas y barba.
- Personas que necesiten tratamientos post radioterapia, post quimioterapia o que hayan sufrido accidentes graves o quemaduras con pérdida de cabello o vello en su cuerpo (cejas, pestañas, cabello, pubis...).